# Plasmodium
A Plasmodium az Alveolata csoport Haemosporida rendjének egyik nemzetsége.

## Tudnivalók
A Plasmodium-fajok egysejtű élősködők, és közülük néhány a malária kórokozója. Eddig több mint 250 Plasmodium-fajt azonosítottak, de ezekből csak néhány veszélyes az emberre.

## Rendszerezés
A nemzetségbe az alábbi fajok tartoznak (a lista hiányos, de amelyek megvannak, azok alnemzetségekbe vannak foglalva):
- Asiamoeba
  - Plasmodium draconis
  - Plasmodium lionatum
  - Plasmodium saurocaudatum
  - Plasmodium vastator
- Bennetinia
  - Plasmodium juxtanucleare
- Carinamoeba
  - Plasmodium auffenbergi
  - Plasmodium basilisci
  - Plasmodium clelandi
  - Plasmodium lygosomae
  - Plasmodium mabuiae
  - Plasmodium minasense
  - Plasmodium rhadinurum
  - Plasmodium volans
- Giovannolaia
  - Plasmodium anasum
  - Plasmodium buteonis
  - Plasmodium circumflexum
  - Plasmodium dissanaikei
  - Plasmodium fallax
  - Plasmodium ghadiriani
  - Plasmodium gundersi
  - Plasmodium heroni
  - Plasmodium lophurae
  - Plasmodium octamerium
  - Plasmodium tranieri
- Haemamoeba
  - Plasmodium cathemerium
  - Plasmodium coggeshalli
  - Plasmodium coturnixi
  - Plasmodium elongatum
  - Plasmodium gallinaceum
  - Plasmodium giovannolai
  - Plasmodium lutzi
  - Plasmodium matutinum
  - Plasmodium paddae
  - Plasmodium parvulum
  - Plasmodium relictum
  - Plasmodium tejera
- Huffia
  - Plasmodium elongatum
  - Plasmodium hermani
- Lacertamoeba
  - Plasmodium floridense
  - Plasmodium tropiduri
- Laverania
  - Plasmodium billbrayi
  - Plasmodium billcollinsi
  - Plasmodium falciparum
  - Plasmodium gaboni
  - Plasmodium gora
  - Plasmodium gorb
  - Plasmodium reichenowi
- Novyella
  - Plasmodium accipiteris
  - Plasmodium bambusicolai
  - Plasmodium corradettii
  - Plasmodium dissanaikei
  - Plasmodium globularis
  - Plasmodium jiangi
  - Plasmodium kempi
  - Plasmodium lucens
  - Plasmodium megaglobularis
  - Plasmodium merulae
  - Plasmodium mohammedi
  - Plasmodium multivacuolaris
  - Plasmodium pachysomum
  - Plasmodium papernai
  - Plasmodium parahexamerium
  - Plasmodium stellatum
  - Plasmodium tenue
  - Plasmodium unalis
  - Plasmodium vaughani
- Nyssorhynchus
  - Plasmodium dominicum
- Ophidiella
  - Plasmodium melanoleuca
  - Plasmodium pessoai
  - Plasmodium pythonias
  - Plasmodium tomodoni
  - Plasmodium wenyoni
- Papernaia
  - Plasmodium ashfordi
  - Plasmodium beaucournui
  - Plasmodium bertii
  - Plasmodium columbae
  - Plasmodium dherteae
  - Plasmodium durae
  - Plasmodium formosanum
  - Plasmodium gabaldoni
  - Plasmodium garnhami
  - Plasmodium golvani
  - Plasmodium hegneri
  - Plasmodium hexamerium
  - Plasmodium jeanriouxi
  - Plasmodium lenoblei
  - Plasmodium nucleophilum
  - Plasmodium paranucleophilum
  - Plasmodium pediocetae
  - Plasmodium pinotti
  - Plasmodium polare
  - Plasmodium reniai
  - Plasmodium rouxi
  - Plasmodium snounoui
  - Plasmodium valkiunasi
- Paraplasmodium
  - Plasmodium chiricahuae
  - Plasmodium mexicanum
  - Plasmodium pifanoi
- Plasmodium
  - Plasmodium bouillize
  - Plasmodium brasilianum
  - Plasmodium cercopitheci
  - Plasmodium coatneyi
  - Plasmodium cynomolgi
  - Plasmodium cynomolgi bastianelli
  - Plasmodium cynomolgi ceylonensis
  - Plasmodium cynomolgi cynomolgi
  - Plasmodium eylesi
  - Plasmodium fieldi
  - Plasmodium fragile
  - Plasmodium georgesi
  - Plasmodium girardi
  - Plasmodium gonderi
  - Plasmodium inui
  - Plasmodium jefferyi
  - Plasmodium joyeuxi
  - Plasmodium knowlesi
  - Plasmodium knowlesi edesoni
  - Plasmodium knowlesi knowlesi
  - Plasmodium hyobati
  - Plasmodium malariae
  - Plasmodium ovale
  - Plasmodium petersi
  - Plasmodium pitheci
  - Plasmodium rhodiani
  - Plasmodium schweitzi
  - Plasmodium semiovale
  - Plasmodium semnopitheci
  - Plasmodium silvaticum
  - Plasmodium simium
  - Plasmodium vivax
  - Plasmodium youngi
- Sauramoeba
  - Plasmodium achiotense
  - Plasmodium adunyinkai
  - Plasmodium aeuminatum
  - Plasmodium agamae
  - Plasmodium balli
  - Plasmodium beltrani
  - Plasmodium brumpti
  - Plasmodium cnemidophori
  - Plasmodium diploglossi
  - Plasmodium giganteum
  - Plasmodium heischi
  - Plasmodium josephinae
  - Plasmodium pelaezi
  - Plasmodium zonuriae
- Vinckeia
  - Plasmodium achromaticum
  - Plasmodium aegyptensis
  - Plasmodium anomaluri
  - Plasmodium atheruri
  - Plasmodium berghei
  - Plasmodium booliati
  - Plasmodium brodeni
  - Plasmodium bubalis
  - Plasmodium bucki
  - Plasmodium caprae
  - Plasmodium cephalophi
  - Plasmodium chabaudi
  - Plasmodium coulangesi
  - Plasmodium cyclopsi
  - Plasmodium foleyi
  - Plasmodium girardi
  - Plasmodium incertae
  - Plasmodium inopinatum
  - Plasmodium landauae
  - Plasmodium lemuris
  - Plasmodium limnotragi
  - Plasmodium mackiei
  - Plasmodium malagasi
  - Plasmodium melanipherum
  - Plasmodium narayani
  - Plasmodium odocoilei
  - Plasmodium percygarnhami
  - Plasmodium pulmophilium
  - Plasmodium rousetti
  - Plasmodium sandoshami
  - Plasmodium traguli
  - Plasmodium tyrio
  - Plasmodium uilenbergi
  - Plasmodium vinckei
  - Plasmodium watteni
  - Plasmodium yoelli

A P. osmaniae és P. shortii taxon neveket, manapság a Plasmodium inui fiatal szinonimáinak tekintik.

## Korábbi fajok
Az alábbi fajokat újabban más nemzetségekbe sorolták át:
- a Hepatocystis nemzetségbe:
  - P. epomophori
  - P. kochi
  - P. limnotragi Van Denberghe 1937
  - P. pteropi Breinl 1911
  - P. ratufae Donavan 1920
  - P. vassali Laveran 1905
- a Haemoemba nemzetségbe:
  - P. praecox
  - P. rousseleti
- a Garnia nemzetségbe:
  - P. gonatodi
- a Fallisia nemzetségbe:
  - P. siamense
  - P. neotropicalis
- a Polychromophilus nemzetségbe:
  - P. murinus

Az alábbi taxonnevek manapság nomen dubiumnak, azaz kétséges névnek számítanak:
- Plasmodium adunyinkai
- Plasmodium bitis
- Plasmodium bowiei
- Plasmodium brasiliense
- Plasmodium brucei
- Plasmodium bufoni
- Plasmodium caprea
- Plasmodium carinii
- Plasmodium causi
- Plasmodium chalcidi
- Plasmodium chloropsidis
- Plasmodium centropi
- Plasmodium danilweskyi
- Plasmodium divergens
- Plasmodium effusum
- Plasmodium fabesia
- Plasmodium falconi
- Plasmodium gambeli
- Plasmodium galinulae
- Plasmodium ghadiriani
- Plasmodium herodiadis
- Plasmodium jefferi
- Plasmodium leanucteus
- Plasmodium malariae raupachi
- Plasmodium metastaticum
- Plasmodium moruony
- Plasmodium periprocoti
- Plasmodium pinorrii
- Plasmodium ploceii
- Plasmodium struthionis
- Plasmodium taiwanensis

## Fordítás
- Ez a szócikk részben vagy egészben  a   List of Plasmodium species című angol Wikipédia-szócikk ezen változatának fordításán alapul.  Az eredeti cikk szerkesztőit annak laptörténete sorolja fel. Ez a jelzés csupán a megfogalmazás eredetét és a szerzői jogokat jelzi, nem szolgál a cikkben szereplő információk forrásmegjelöléseként.